# Vaglia
Vaglia is een gemeente in de Italiaanse provincie Florence (regio Toscane) en telt 5021 inwoners (31-12-2004). De oppervlakte bedraagt 57,0 km², de bevolkingsdichtheid is 88 inwoners per km².
De volgende frazioni maken deel uit van de gemeente: Bivigliano, Paterno, Fontebuona, Caselline, Pratolino, Montorsoli en Mulinaccio. In Pratolino is een groot park, dat oorspronkelijk bij een 'villa medicea' hoorde, een van de Medici-villa's die aangewezen zijn als UNESCO-werelderfgoed. De villa zelf is verloren gegaan, andere gebouwen bleven behouden. Het park, nu bekend als Villa Demidoff, kan worden bezocht.

## Demografie
Vaglia telt ongeveer 2077 huishoudens. Het aantal inwoners steeg in de periode 1991-2001 met 10,7% volgens cijfers uit de tienjaarlijkse volkstellingen van ISTAT.
| Jaar | Inwoneraantal |
| ---- | ------------- |
| 1991 | 4393          |
| 2001 | 4865          |

## Geografie
De gemeente ligt op ongeveer 290 m boven zeeniveau.
Vaglia grenst aan de volgende gemeenten: Borgo San Lorenzo, Calenzano, Fiesole, San Piero a Sieve, Sesto Fiorentino.

## Externe link

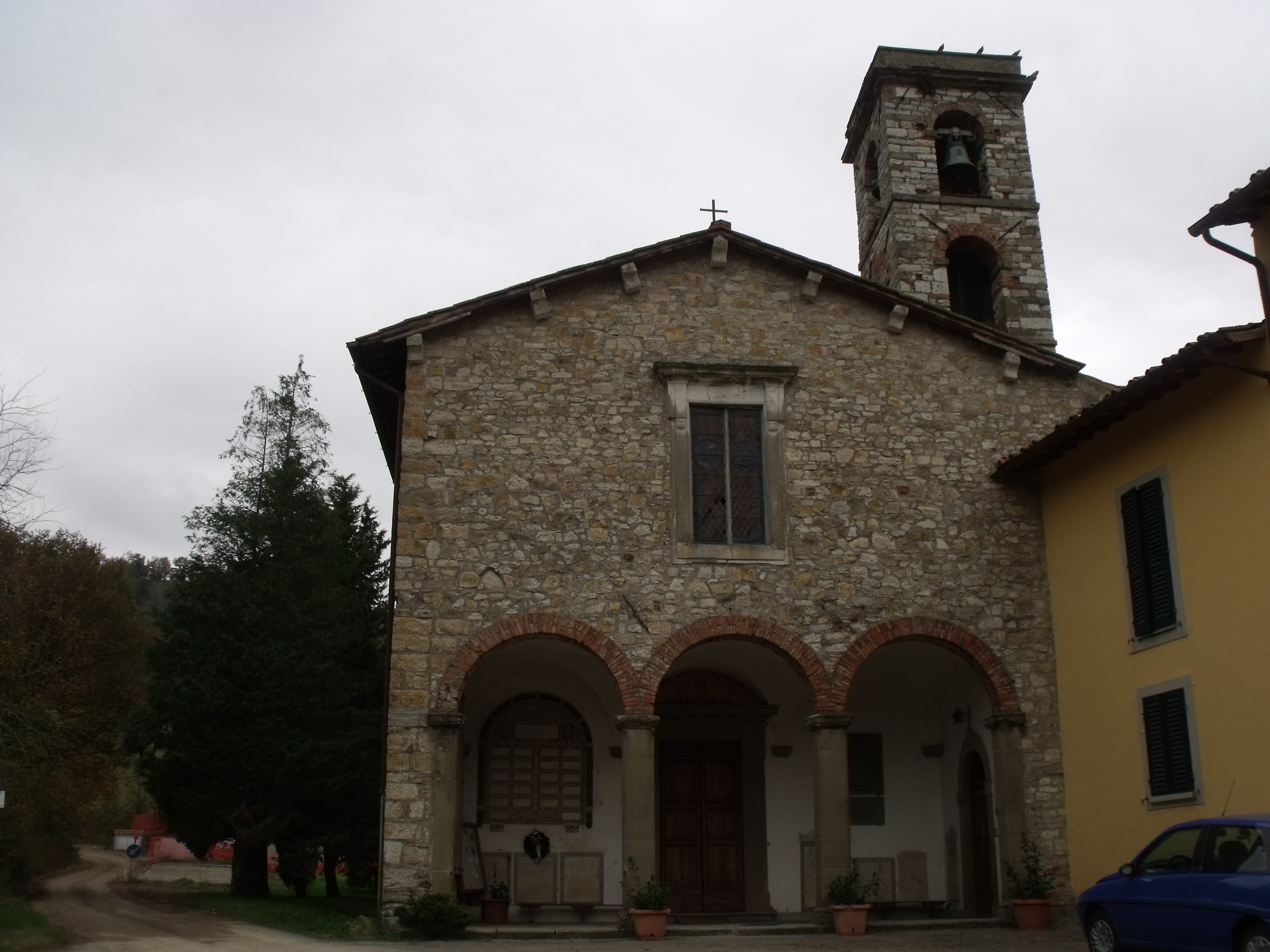
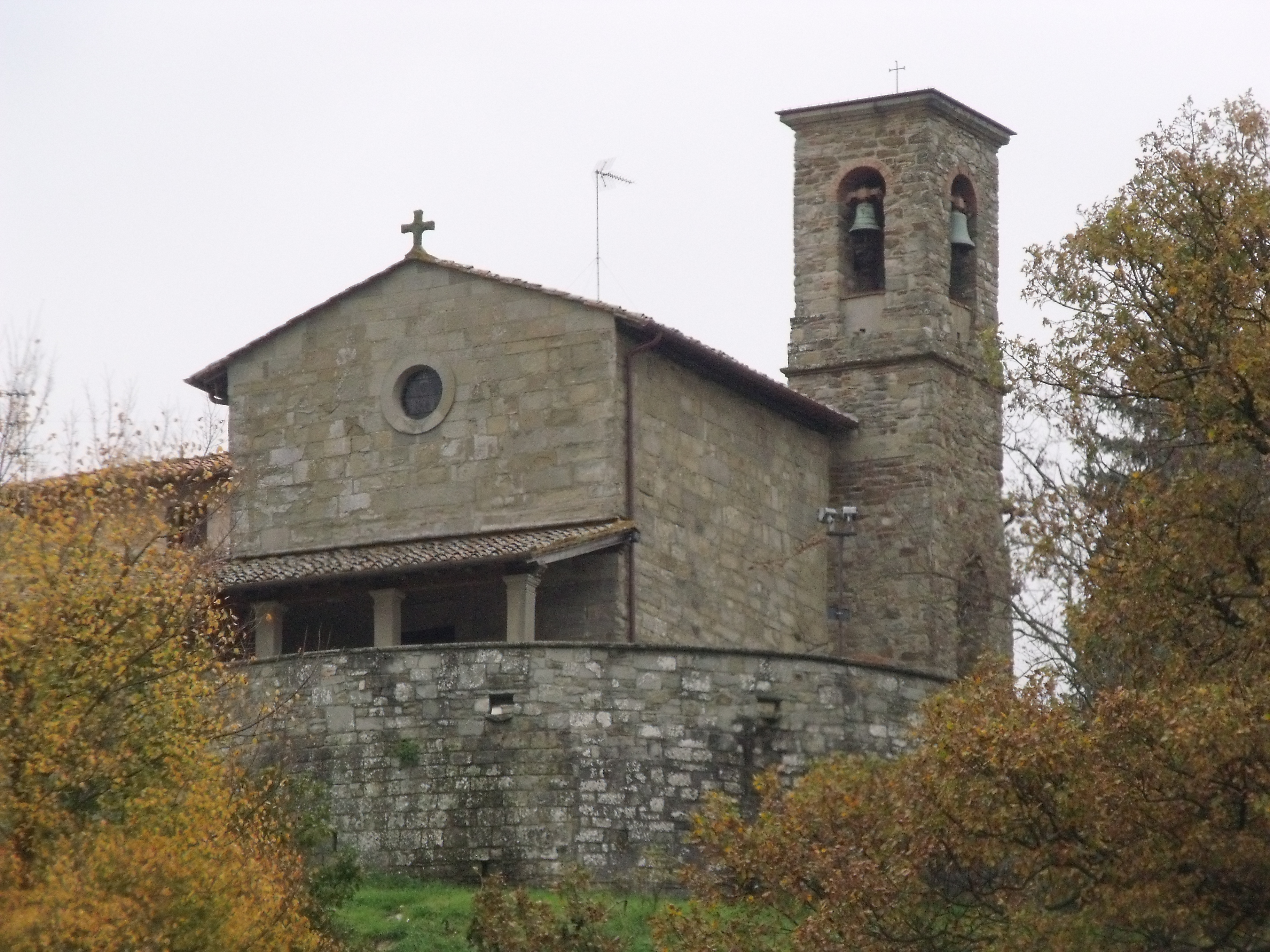
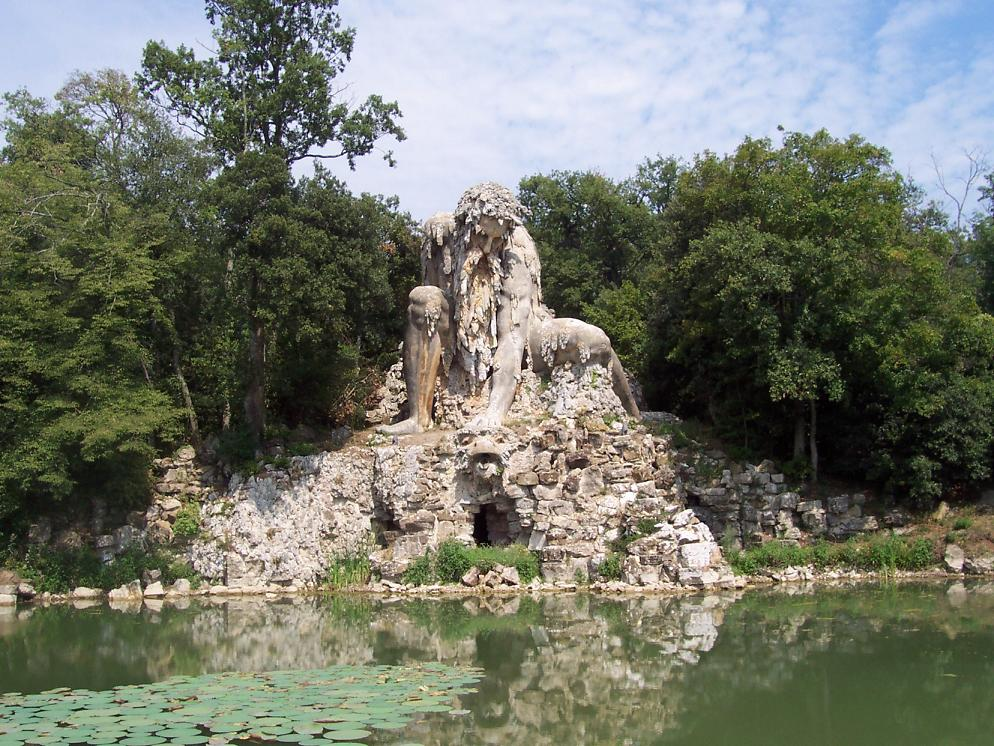